# Melchior Russ

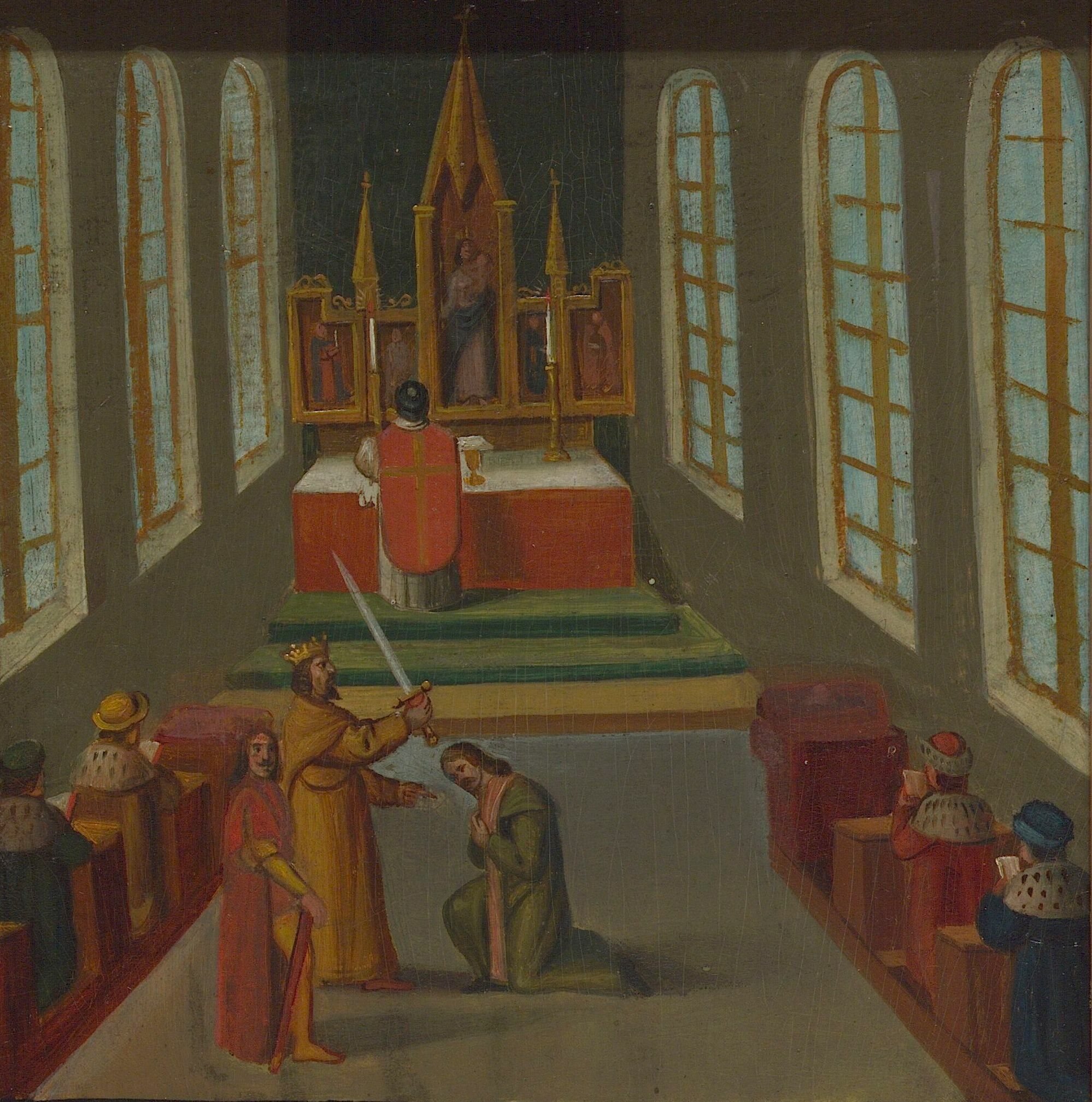
Melchior Russ erhält den Ritterschlag

Melchior Russ oder Ruß (* um 1450 in Luzern; † 20. Juli 1499) war ein Schweizer Geschichtsschreiber.

## Leben

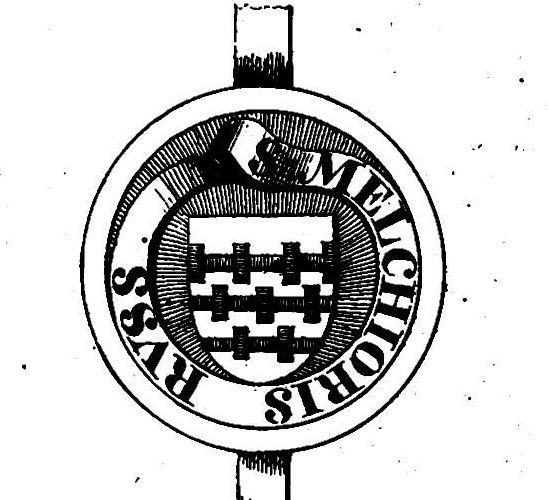
Siegel des Melchior Russ

Russ war Ratsschreiber in Luzern. 1479 und 1488 ging er als Gesandter zu Matthias Corvinus, König von Ungarn, der ihn zum Ritter schlug, und fiel im Schwabenkrieg 1499.
Von 1482 bis 1488 schrieb er eine bis 1412 reichende Eidgenössische Chronik (auch Luzerner Chronik genannt), eines der ältesten Geschichtswerke, das von Wilhelm Tell berichtet (herausgegeben von J. Schneller, Kopp und Wurstemberger, Bern 1834 und 1838). Das 81 Seiten umfassende Manuskript befindet sich in der Zentral- und Hochschulbibliothek Luzern.

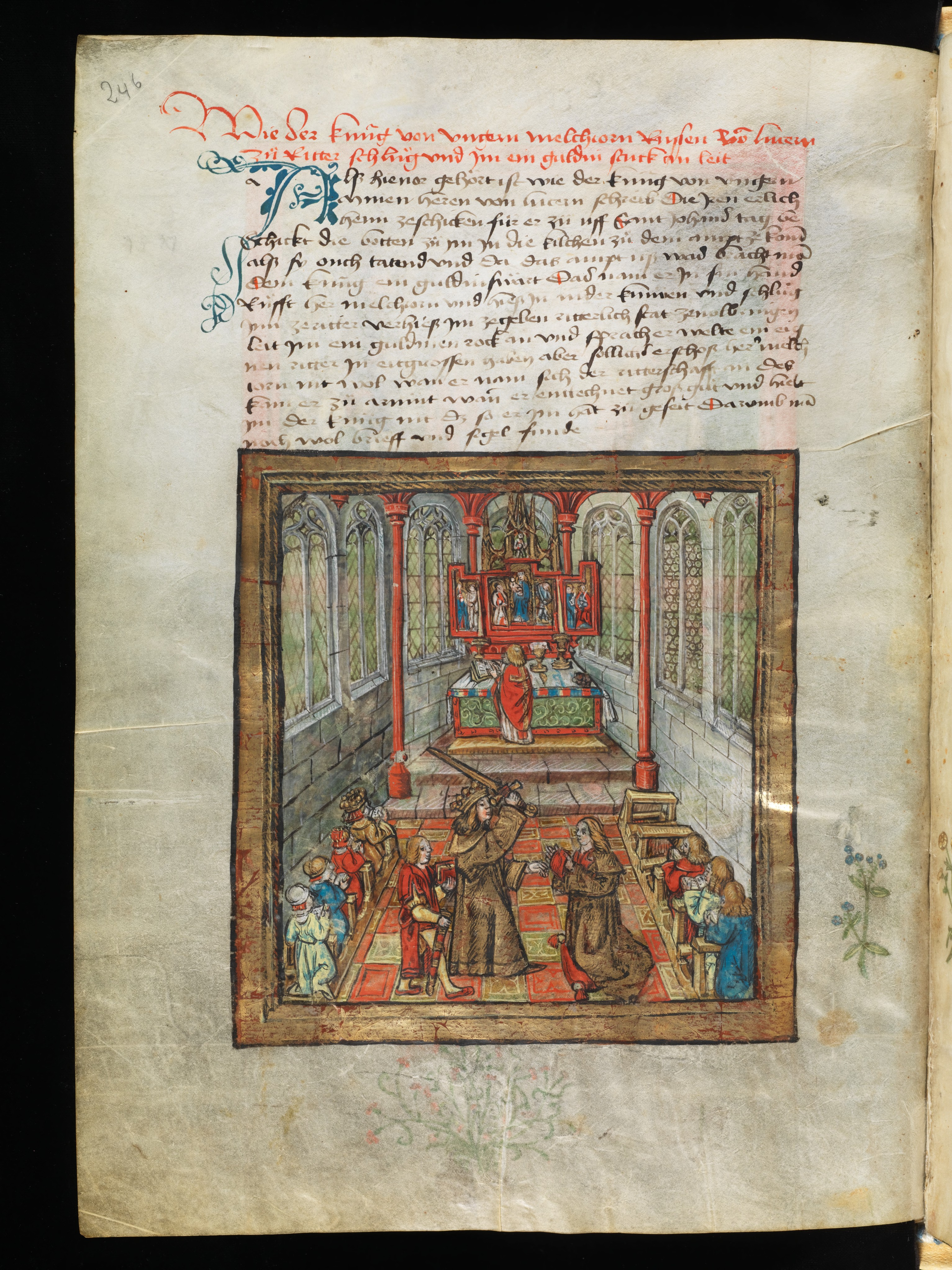
Ritterschlag von Melchior Rus durch Matthias Corvinus im Wiener Stephansdom

## Werke
- Melchior Russ: Eidgenössische Chronik. (81 S., Bibliographischer Nachweis – Luzern ZHB Sempacherstrasse, Ms 1a fol.:1).
  - Melchior Russ: Melchior Russen eidgenössische Chronik; geschrieben im Jahre 1482, und zum Erstenmale hrsg. 1832 von Joseph Schneller. Hrsg.: Joseph Schneller. Bern 1834 (XXVI, 272 S., [1] Bl.Taf., Digitalisat auf ZentralGut = Digitalisat auf Google Books).